# Michał Kaczyński (siatkarz)
Michał Kaczyński (ur. 6 lutego 1993 w Łazach) – polski siatkarz, grający na pozycji przyjmującego. Występował w reprezentacji Polski kadetów, w której pełnił funkcję kapitana. Jest wychowankiem Delic-Polu Norwid Częstochowa.
Uczęszczał do Liceum Akademickiego Akademii Polonijnej w Częstochowie.

## Sukcesy klubowe
Mistrzostwa Polski Młodzików:
- 2008

Turniej Nadziei Olimpijskiej:
- 2008

Ogólnopolska Olimpiada Młodzieży:
- 2009

Mistrzostwa Polski Juniorów:
- 2009, 2010

Klubowe Mistrzostwa Europy:
- 2010

Puchar Challenge:
- 2012

## Sukcesy reprezentacyjne
Turniej mini-kadetów EEVZA:
- 2008

Turniej EEVZA:
- 2009
- 2010

## Nagrody indywidualne
- 2010 - Najlepszy przyjmujący Mistrzostw Polski Kadetów
- 2010 - MVP Klubowych Mistrzostw Europy